# Malapata
Malapata (portugiesisch für: Unglücksbringer, Fluch) ist eine Filmkomödie des portugiesischen Regisseurs und Schauspielers Diogo Morgado aus dem Jahr 2017.

## Handlung
Die beiden grundverschiedenen Bürokollegen Artur und Carlos werden nachts in einer Bar von einem Unbekannten gebeten, ihm einen Drink auszugeben. Er stellt sich als vermögender Unternehmer namens Barbosa vor, verspricht ihnen ein Vielfaches für das Getränk wiederzugeben und schreibt ihnen dazu seine Adresse auf der Rückseite eines Zettels auf.
Anderntags bemerken die beiden, dass Barbosa die Adresse auf die Rückseite eines Lotterieloses geschrieben hat und dieses gerade mehrere Millionen gewonnen hat. Die beiden kündigen im Überschwang ihren Bürojob, der ansonsten zurückhaltende und überkorrekte Artur offenbart sich seiner großen Liebe, die Arbeitskollegin Ana, und der großspurige Carlos will nun endlich unbeschwert auf großem Fuß leben.
Doch ihre überschwängliche Freude findet ein jähes Ende, als sich nun ein unglücklicher Zufall an den nächsten reiht, und sie feststellen, dass jetzt ein Fluch auf ihnen lastet. Sie fahren zur angegebenen Adresse, um das Los bei Barbosa doch lieber gegen die versprochene Belohnung einzutauschen.
Dort aber wohnt nicht Barbosa, sondern der bekannte Magier Luís de Matos, der sie empfängt und darüber aufklärt, dass Barbosa ein ehemaliger Mitarbeiter ist, der ihn im Streit verließ und sich nun bei jeder Vorstellung unter das Publikum mischt, um ihm irgendwann irgendwie schaden zu können. Er lädt sie zu seiner nächsten Vorstellung am gleichen Abend ein, damit sie dort Barbosa treffen und alles ins Reine bringen können. Am Abend überschlagen sich dann aber die Ereignisse, und am Ende ist Barbosa tot und die beiden frei. Sie entdecken anderntags zwar, dass alles eine heimtückische Hexerei des Magiers war, sind den Fluch aber los. Carlos und Artur, der nun doch noch zu Ana findet, gehen am Ende leer, aber glücklich und geläutert aus dem Abenteuer hervor.

## Produktion und Rezeption
Der Film wurde 2016 in Faro gedreht und von der portugiesischen Filmproduktionsgesellschaft SLX Storycrucialx produziert, mit dem Medienunternehmen MEO als Hauptsponsor und mit Unterstützung der Filmunternehmen Cinemundo und Cinemate, des Hotels Faro und der Stadtverwaltung von Faro.
Nach einer Vorpremiere am 7. März 2017 im UCI-Kino in der Lissabonner Filiale der Einkaufszentren El Corte Inglés kam der Film am 16. März 2017 in die Kinos, wo er mit 18.080 Zuschauern ein Erfolg wurde. Er zählte damit zu den 10 erfolgreichsten portugiesischen Filmen im Jahr 2017, das ein besonders erfolgreiches Jahr für das portugiesische Kino war.
Malapata erschien bereits 2017 in Portugal als DVD bei Cinemundo.